# 새소년 클로버문고
《새소년 클로버문고》는 대한민국의 만화 단행본 전집이다.

## 역사
1972년부터 어문각에서 "새소년 클로버문고"의 명칭으로 《새소년》을 비롯하여 다른 어린이신문과 잡지에 연재된 소설과 만화를 모아 단행본으로 발행하였다. 문화공보부 우량도서, 한국만화상 최우수도서로 선정되었고, 1981년에는 그 수가 300권에 달하였으며, 총 429권이 발행되었다.
2010년 김삼의 '007 우주에서 온 소년', 윤승운의 '요철발명왕', 길창덕의 '신판보물섬', 고우영의 '대야망' 등이 복간되었다. 2011년 방학기의 '타임머신'이 '타임머쉰'으로 복간되었다. 2016년 11월에 신문수의 '도깨비감투'가 복간되었다.

## 작품 목록

### 일반 시리즈
1. 유리의 성 1
2. 6년 0반 아이들
3. 유리의 성 2
4. 소년이여 가슴을 펴라
5. 대야망 1
6. 대야망 2
7. 샤넬의 향기
8. 깨어진 백자
9. 불타는 그라운드 1
10. 달려라 소년이여
11. 사랑방 이야기
12. 오똑이 대행진 1
13. 오똑이 대행진 2
14. 오똑이 대행진 3
15. 하얀 장미여 안녕
16. 바벨 2세 1
17. 바벨 2세 2
18. 불타는 그라운드 2
19. 침몰선속의 유령
20. 바벨 2세 3
21. 바벨 2세 4
22. 007 우주에서 온 소년 1
23. 007 우주에서 온 소년 2
24. 007 우주에서 온 소년 3
25. 007 우주에서 온 소년 4
26. 바벨 2세 5
27. 바벨 2세 6
28. 알프스의 소녀
29. 에디선·케네디·헬렌켈러
30. 컴퓨우터 이야기
31. 칭기즈칸
32. 사라진 낡은 집
33. 신판 보물섬 1
34. 스포오츠의 영웅들
35. 바다의 왕자
36. 바벨 2세 7
37. 바벨 2세 8
38. 미니바람 꽃구름 1
39. 미니바람 꽃구름 2
40. 제왕
41. 치이타여 안녕
42. 신판 보물섬 2
43. 대야망 3
44. 하늘을 날으는 자동차
45. 녹색 눈의 소녀
46. 백자 바위 마인 1
47. 백자 바위 마인 2
48. 백자 바위 마인 3
49. 톰·소오여의 모험
50. 잃어버린 지하왕국
51. 저 높은 곳을 향하여
52. 플란더즈의 개
53. 위대한 어머니들
54. 십오소년의 표류기
55. 로빈훗의 모험
56. 셔얼록 호움즈의 모험
57. 동물회의
58. 영화 이야기 1
59. 영화 이야기 2
60. 아라노와 오가녀 1
61. 아라노와 오가녀 2
62. 신판 보물섬 3
63. 사랑방 이야기 2
64. 기암성
65. 흡혈귀 드라큐라
66. 정의의 화살
67. 푸른 꿈 파란 싹
68. 천사의 노래
69. 수정마개
70. 알렉산더 대왕
71. 원탁의 기사
72. 싸우는 동물 세계
73. 대야망 4
74. 대장 불리바 1
75. 시관이와 병호의 모험 1
76. 4차원의 세계
77. 신판 보물섬 4
78. 813의 비밀
79. 황야에 빛나는 별
80. 자연을 개조한 사람들
81. 똘이 1
82. 땅콩 찐콩 1
83. 땅콩 찐콩 2
84. 꿈꾸는 해바라기들
85. 사명당 1
86. 사명당 2
87. 사명당 3
88. 성녀 잔 다르크
89. 캉타우 1
90. 초립동이
91. 율리시이즈
92. 수수께끼 우주물체
93. 80일간의 세계일주 1
94. 80일간의 세계일주 2
95. 신판 보물섬 5
96. 배달의 별
97. 캉타우 2
98. 박달도사 1
99. 유관순
100. 세계 최초의 인간
101. 비밀의 화원
102. 마음의 등불
103. 두심이 표류기 1
104. 우주인을 만난 사람들
105. 타임머신 1
106. 타임머신 2
107. 타임머신 3
108. 알프스의 푸른 깃발 1
109. 동명성왕 1
110. 동명성왕 2
111. 철가면
112. 위대한 음악가의 생애
113. 성서 이야기
114. 대야망 5
115. 별똥 소년 1
116. 위대한 미술가의 생애
117. 비밀의 성 1
118. 알프스의 푸른 깃발 2
119. 심술 1,000단 심똘이 2
120. 영규대사
121. 유리의 성 3
122. 두심이 표류기 2
123. 흑기사
124. 동화의 잔치
125. 콘티키호의 모험
126. 정글소년 모글리
127. 마음의 등불 2
128. 돌아온 어머니
129. 황금날개 1
130. 황야의 삼형제
131. 해뜨는 마을
132. 겨레의 별들
133. 타격왕 장훈
134. 밀림의 왕 붐바
135. 두심이 표류기 3
136. 노래의 잔치
137. 강감찬
138. 소년 선장의 모험
139. 닐스의 이상한 여행
140. 선달이 여행기 1
141. 선생님 안녕
142. 선달이 여행기 2
143. 방랑의 고아
144. 세계의 불가사의
145. 날아라 유성호
146. 두심이 표류기 4
147. 겨레의 혼 정평구
148. 시관이와 병호의 모험 2
149. 파도여 안녕 1
150. 사랑방 이야기 3
151. 원시소년 똘비 1
152. 유성검
153. 원시소년 똘비 2
154. 파도여 안녕 2
155. 모돌이 탐정 1
156. 모돌이 탐정 2
157. 무적의 독수리 소대
158. 원시소년 똘비 3
159. 파도여 안녕 3
160. 투명인간
161. 태권브이 대 황금날개 1
162. 모돌이 탐정 3
163. 두심이 표류기 5
164. 어린이를 위한 게임백과
165. 모돌이 탐정 4
166. 원시소년 똘비 4
167. 원시소년 똘비 5
168. 돌아온 래시
169. 유리의 성 4
170. 선달이 여행기 3
171. 별똥 소년 2
172. 쾌걸 조로 1
173. 황금날개 2
174. 사슴 동자
175. 우주 결사대
176. 철새들의 고향
177. 사랑의 집 1
178. 혹부리 영감 1
179. 혹부리 영감 2
180. 성서 이야기 2
181. 선달이 여행기 4
182. 혹성 탈출]
183. 달려라 철인 소년
184. 하얀 엄니
185. 개구장이들의 합창
186. 혹부리 영감 3
187. 사랑의 집 2
188. 짱구형제의 세계 여행
189. 도깨비 감투 1
190. 도깨비 감투 2
191. 비둘기 마을
192. 헤라클레스의 대모험
193. 똘이 장군 1
194. 도깨비 감투 3
195. 도깨비 감투 4
196. 잠자는 공주
197. 별똥 탐험대 1
198. 요철 발명왕 1
199. 도깨비 감투 5
200. 동화의 잔치 2
201. 별똥 탐험대 2
202. 요철 발명왕 2
203. 선달이 여행기 5
204. 맹돌이 학습일기
205. 태권브이 대 황금날개 2
206. 철 발명왕 3
207. 쾌걸 조로 2
208. 임경업 장군
209. 똘이 장군 2
210. 요철 발명왕 4
211. 사랑의 가족 1
212. 병아리 풍년
213. 태양을 향해 달려라 1
214. 태양을 향해 달려라 2
215. 사랑의 가족 2
216. 선달이 여행기 6
217. 숲속의 형제
218. 시관이와 병호의 모험 3
219. 사랑의 멜로디
220. 심술 1,000단 심똘이 3
221. 사랑방 이야기 4
222. 우정은 국경을 넘어
223. 페세리우스의 탈출자 1
224. 꿈이 자라는 교실
225. 이상한 나라의 여행
226. 무지개의 꿈
227. 하얀 파도의 노래
228. 홍길동
229. 야망의 그라운드 1
230. 요철 발명왕 5
231. 은하함대 지구호 1
232. 이야기 할아버지
233. 원시소년 잠바 1
234. 우주 여객선 1
235. 갈기 없는 검은 사자 1
236. 꼬마장사 담보
237. 파도여 안녕 4
238. 갈기 없는 검은 사자 2
239. 007 전천후 작전 1
240. 원시소년 잠바 2
241. 별똥 탐험대 3
242. 007 전천후 작전 2
243. 야망의 그라운드 2
244. 우주 여객선 2
245. 바벨 3세 1
246. 갈기 없는 검은 사자 3
247. 선달이 여행기 7
248. 웃으며 생각하며
249. 너와 나 1
250. 천사 애이미의 노래 1
251. 쇠똥구리의 일기
252. 코코
253. 카치아 1
254. 카치아 2
255. 날개
256. 슈퍼맨
257. 우주 여객선 3
258. 우주 여객선 4
259. 우주 여객선 5
260. 선달이 여행기 8
261. 태양을 향해 달려라 3
262. 태양을 향해 달려라 4
263. 태양을 향해 달려라 5
264. 태양을 향해 달려라 6
265. 갈기 없는 검은 사자 4
266. 갈기 없는 검은 사자 5
267. 마법의 지팡이 1
268. 마법의 지팡이 2
269. 봄바람 가을바람 1
270. 봄바람 가을바람 2
271. 봄바람 가을바람 3
272. 바벨 3세 2
273. 말괄량이 비서
274. 천사 애이미의 노래 2
275. 사랑의 기적
276. 시관이와 병호의 모험 4
277. 두 개의 작은 별
278. 옛날 옛날에
279. 제 3의 극지 1
280. 제 3의 극지 2
281. 꼬마어사 똘이 1
282. 꼬마어사 똘이 2
283. 꼬마어사 똘이 3
284. 꼬마어사 똘이 4
285. 겨울나무의 노래 1
286. 겨울나무의 노래 2
287. 겨울나무의 노래 3
288. 티머시 고마와요
289. 아빠는 어디에
290. 선달이 여행기 9
291. 별똥 탐험대 4
292. 홍의장군 곽재우
293. 파도여 안녕 5
294. 바벨 3세 3
295. 달려라 삼총사 1
296. 달려라 삼총사 2
297. 꾸러기 말썽일기 1
298. 꾸러기 말썽일기 2
299. 지하 삼만리 1
300. 지하 삼만리 2

### 뉴 클로버 문고 시리즈
1. 자랑스러운 라쉬
2. 꾸러기 말썽일기 3
3. 20세기 기사단 1
4. 꿈꾸는 작은 별 1
5. 공룡 100만년 똘이 1
6. 공룡 100만년 똘이 2
7. 수리수리 마구단 1
8. 심쑥이
9. 달려라 삼총사 3
10. 달려라 삼총사 4
11. 꿈꾸는 작은 별 2
12. 페르시아의 향불
13. 벤허 1
14. 벤허 2
15. 얄숙이 대행진곡 1
16. 얄숙이 대행진곡 2
17. 얄숙이 대행진곡 3
18. 얄숙이 대행진곡 4
19. 꾸러기 말썽일기 4
20. 20세기 기사단 2
21. 천사 애이미의 노래 3
22. 천사 애이미의 노래 4
23. 수리수리 마구단 2
24. 변칙 복서 1
25. 겨울나무의 노래 4
26. 겨울나무의 노래 5
27. 사랑방 이야기 5
28. 사랑방 이야기 6
29. 혹성로봇 선더A 1
30. 혹성로봇 선더A 2
31. 소년007 4차원작전 1
32. 소년007 4차원작전 2
33. 마리의 소망
34. X단의 최후
35. 로보트 태권브이 수중특공대 1
36. 로보트 태권브이 수중특공대 2
37. 20세기 기사단 3
38. 요술 항아리 1
39. 요술 항아리 2
40. 스타 트렉 1
41. 스타 트렉 2
42. 암행어사 허풍대 1
43. 암행어사 허풍대 2
44. 변칙 복서 2
45. 영광의 9회말 1
46. 영광의 9회말 2
47. 영광의 9회말 3
48. 영광의 9회말 4
49. 해바라기 대합창 1
50. 해바라기 대합창 2
51. 해바라기 대합창 3
52. 해바라기 대합창 4
53. 꾸러기 말썽일기 5
54. 수리수리 마구단 3
55. 슈퍼 삼총사 1
56. 슈퍼 삼총사 2
57. 심쑥이 2
58. 20세기 기사단 4
59. 슈퍼 태권브이 1
60. 슈퍼 태권브이 2
61. 스타 트렉 3
62. 바람개비 1
63. 의암 손병희 1
64. 의암 손병희 2
65. 무적의 용사 황금날개
66. 요술 항아리 3
67. 변칙 복서 3
68. 바람개비 2
69. 파도여 안녕 6
70. 뒤죽박죽 야구단 1
71. 뒤죽박죽 야구단 2
72. 수리수리 마구단 4
73. 20세기 기사단 5
74. 천년 여왕 1
75. 천년 여왕 2
76. 로보트 태권브이와 깡통로보트
77. 은반위의 요정 1
78. 은반위의 요정 2
79. 은반위의 요정 3
80. 왈가닥 여기자 1
81. 여드름 행진곡 1
82. 천년 여왕 3
83. 천년 여왕 4
84. 심똘이의 심술 대행진 1
85. 20세기 기사단 6
86. E·T 1
87. E·T 2
88. 심똘이의 심술 대행진 2
89. 암행어사 허풍대 3
90. 돌아오지 않는 의병 1
91. 돌아오지 않는 의병 2
92. 변칙 복서 4
93. 왈가닥 여기자 2
94. 유령 타자 1
95. 유령 타자 2
96. 유령 타자 3
97. 유령 타자 4
98. 유령 타자 5
99. 개구장이 홍실이
100. 거지황제 나풀대용
101. 수나의 일기 1
102. 수나의 일기 2
103. 수나의 일기 3
104. 돌아오지 않는 의병 3
105. 돌아오지 않는 의병 4
106. 20세기 기사단 7
107. 황금의 팔 1
108. 황금의 팔 2
109. 퉁구스 30,000년 1
110. 퉁구스 30,000년 2
111. 암행어사 허풍대 4
112. 백구처럼 날아라 1
113. 백구처럼 날아라 2
114. 백구처럼 날아라 3
115. 퉁구스 30,000년 3
116. 퉁구스 30,000년 4
117. 요술 항아리 4
118. 20세기 기사단 8
119. 탐험대장 떡철이 1
120. 꼬마족장 똘방이 1
121. 꼬마족장 똘방이 2
122. 얄숙이와 오스틴 대령 1
123. 얄숙이와 오스틴 대령 2
124. 20세기 기사단 9
125. 마운드의 별 1
126. 마운드의 별 2
127. 풍운아 초립동이 1
128. 풍운아 초립동이 2

## 같이 보기
- 어깨동무
- 소년중앙
- 새소년